# Kowale (przystanek kolejowy na Białorusi)
Kowale (biał. Кавалі, ros. Ковали) – przystanek kolejowy w miejscowości Kowale, w rejonie lachowickim, w obwodzie brzeskim, na Białorusi. Leży na linii Osipowicze – Baranowicze.